# Psykologisk krise
 For alternative betydninger, se Krise (flertydig).
Psykologisk krise eller psykisk krise er en betegnelse for en psykisk tilstand, hvor personens tidligere erfaringer og indlærte reaktionsmåder ikke er tilstrækkelige til, at vedkommende kan forstå og psykisk beherske den aktuelle situation.

## Udløsende situation
Der kan være tale om pludselig og uventede svære ydre belastninger, fx økonomisk ruin eller pludselig afskedigelse fra arbejdet, forhold der kan være en trussel mod ens fysiske eksistens, sociale identitet og tryghed. Disse reaktioner, der udløses af ydre grunde, kaldes for traumatiske kriser.
Kriser der udløses af indre hændelser, der hører til det normale liv, kaldes undertiden for udviklingskriser eller livskriser.

## Teoretiske referencerammer
Ud fra et psykoanalystisk synspunkt handler den teoretiske referenceramme om menneskets udvikling og kriser. I denne forbindelse anvendes typisk teoridannelser af henholdsvis Sigmund Freud (1856-1939) og Erik Homburger Erikson (1902-1981).
En af Freuds teoridannelser var de såkaldte psykoseksuelle stadier. Disse stadier betyder, at barnet i sine første leveår og frem til puberteten gennemgår en trinvis udvikling med hensyn til oplevelsen af sin egen krop og dens behov, såvel som af de følelser af forskellig slags, som tidligt opstår i forholdet til forældre og søskende. Disse stadiers forløb vil siden blive afgørende for den voksnes følelsesliv og evne til samliv. 
Erik Homburger Erikson er elev af Freud. Eriksons teorier er en videreudvikling af Freuds opdagelser. Han betonede dog i højere grad end Freud samspillet mellem barnet og omgivelserne, hvorfor hans system bliver kaldt for de psyko-sociale stadier. Han indførte også tanken om kritiske udviklingsperioder, i det han skildrer otte psyko-social udvikling stadier, der er karakteristiske for alle mennesker – lige fra fødslen til alderdommen. Disse stadier er følgende:
- tillid/mistro (spædbørnsperioden; til slutningen af første leveår)
- autonomi/skam, tvivl (småbørnsperioden; andet til tredje leveår)
- initiativ/skyld (forskolealderen; tredje til sjette leveår)
- foretagsomhed/underlegenhed (tidlig skolealder; syv- til tolvårs alderen)
- identitet/identitetsdiffusion (teenageperioden; tretten- til nittenårs alderen)
- nærhed, distance/isolation, selvabsorbition (slutningen af ungdommen; tyve- til trediveårs alderen)
- generativitet/stagnation (tidlig midalder – midalderen; tredive-fyrreårs alderen til femogtredive – halvtredsårs alderen)
- integritet/bitterhed, fortvivlelse (sen midalder og alderdom; halvtreds-femogtresårs alderen til femogtresårs alderen – døden)

## Krisens forløb
Psykiske kriser indebærer en oplevelse af forladthed, selvforkastelse og/eller kaos. 
En krise kan opleves mere eller mindre stærk og forstyrrende for den pågældende person. Caplan (1964) har gradueret styrken i fire trin. Ved den laveste grad kan mennesket klare sig med sædvanlige problemløsningskapacitet. Ved den stærkeste form ses derimod sammenbrud og desorganisation af personligheden. 
Af praktisk-terapeutiske grunde inddeles den traumatiske krises forløb i fire faser. Først chokfase, der siden går over i en reaktionsfase, der følges af en yderligere bearbejdning frem til nyorienteringen, der indebærer en fuldstændig genoprettelse. Disse faser har hver for sig deres karakteristiske indhold og terapeutiske problemer. De er ikke klart adskilt fra hinanden, undertiden kan en af dem helt mangle eller dens forløb kan være sammenvævet med en anden fase. Der er naturligvis tale om en model, der forsøger at give forklaring på fænomenet.

### Chokfasen
Kan vare fra et kort øjeblik til flere døgn. Under chokfasen holder mennesket psykisk virkeligheden på afstand; kan ikke indtage og bearbejde indtryk. Ofte formår mennesket at være behersket udadtil, men under 'overfladen' er alt kaos. Vedkommende kan bagefter have svært ved at huske, hvad der blev sagt eller skete. Nogle kan under chokfasen opføre sig stærk afvigende ved at skrige, rive tøj i stykker, sige det samme om og om igen, eller ligge tavs og ubevægelig, helt paralyseret.

### Reaktionsfasen
Chokfasen og reaktionsfasen udgør tilsammen den akutte fase.
Den akutte krise bør ikke vare længere end 4-6 uger, imodsat fald kan der være tale om en patologisk tilstand.
Menneskets forsvarsmekanismer bliver nu mobiliseret. Forsvarsmekanismerne er de ubevidste psykiske reaktionsmåder, der har til opgave at mindske oplevelsen af bevidstheden om trusler og farer for jeget.
Der findes forskellige forsvarsmekanismer, som mennesket ubevidst kan gøre brug af. Disse mekanismer bliver kortfattet opført i det følgende:
- Regression: Mennesket udviser adfærds- eller tankemønstre, der var karakteristiske for tidligere udviklingstrin.
- Fornægtelse: Mennesket registrerer faren, fornægter symptomerne, fx i forbindelse med kræft.
- Projektion: Mennesket lægger ansvaret for en hændelse, som pågældende selv har skyldfølelse for, over på øvrige person(er).
- Rationalisering: Mennesket mindsker oplevelsen af trussel eller skyld med fornuftsbetonede argumenter.
- Isolation: Mennesket formår stille og roligt at fortælle om det, der er sket. Der sker således en forvræning af de aktuelle følelser.
- Undertrykkelse: Denne mekanisme er mere bevidst, hvor mennesket ikke viser sin uro og sorg, men prøver på at tage sig sammen og være 'tapper'.
- Repression: Mennesket kan det ene øjeblik fortælle om en begivenhed, hvorefter vedkommende efter et stykke tid fornægter at have sagt eller oplevet begivenheden.
- Fortrængning: Mennesket har hukommelsestab, lammelser, etc.

### Bearbejdningsfasen
Den akutte fase er overstået og mennesket begynder atter at vende sig mod fremtiden i stedet for at være totalt optaget af traumet. De symptomer og adfærdsforstyrrelser, som mennesket har haft, aftager lidt efter lidt og gamle aktiviteter begynder at blive genoptaget. Eventuel ansvarsfølelse begynder at blive lettere at bære.

### Nyorienteringsfasen
Mennesket lever med det forgangne som et ar, der altid vil være der, men som ikke behøver at hindre at livet går videre. De skuffede forhåbninger er blevet bearbejdet. Den vaklende selvfølelse er blevet genoprettet. Alt dette sker under forudsætning af, at vedkommende har kunne arbejde sig igennem krisen. Den gamle hændelse kan dog opleves som kortvarige stik i form af psykisk smerte.